# Hoffmanides dissutus
Hoffmanides dissutus är en mångfotingart som först beskrevs av Hoffman 1963.  Hoffmanides dissutus ingår i släktet Hoffmanides och familjen Odontopygidae. Inga underarter finns listade i Catalogue of Life.